# Lenton, Lincolnshire
Lenton är en by i civil parish Lenton Keisby and Osgodby, i distriktet South Kesteven, i grevskapet Lincolnshire, i England. Byn är belägen 12 km från Grantham. Lenton var en civil parish fram till 1931 när blev den en del av Lenton Keisby and Osgodby. Civil parish hade 117 invånare år 1921. Byn nämndes i Domedagsboken (Domesday Book) år 1086, och kallades då Lavintone.